# Ceratophysella lawrencei
Ceratophysella lawrencei är en urinsektsart som först beskrevs av Hermann Gisin 1963.  Ceratophysella lawrencei ingår i släktet Ceratophysella och familjen Hypogastruridae. Inga underarter finns listade i Catalogue of Life.